# Кринии

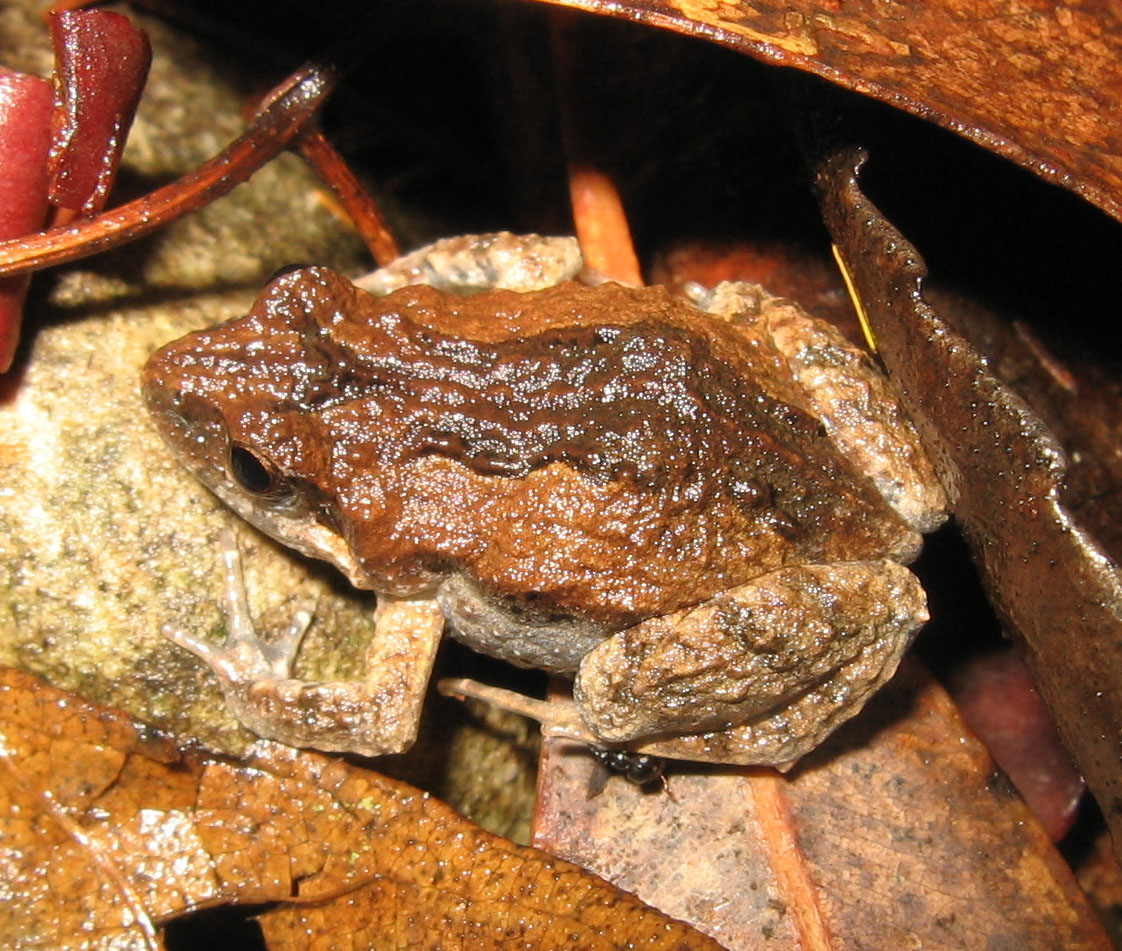
Западная криния

Кринии (лат. Crinia) — род бесхвостых земноводных из семейства Австралийских жаб.

## Классификация
На октябрь 2018 года в род включают 17 видов:
- Crinia bilingua (Martin, Tyler & Davies, 1980) — Мелодичная криния
- Crinia deserticola (Liem & Ingram, 1977) — Пустынная криния
- Crinia fimbriata Doughty, Anstis & Price, 2009
- Crinia flindersensis Donnellan et al., 2012
- Crinia georgiana Tschudi, 1838 — Красноногая криния
- Crinia glauerti Loveridge, 1933 — Дождливая криния
- Crinia insignifera Moore, 1954 — Зимняя криния
- Crinia nimbus (Rounsevell, Ziegeler, Brown, Davies & Littlejohn, 1994)
- Crinia parinsignifera Main, 1957 — Восточная криния
- Crinia pseudinsignifera Main, 1957 — Гранитная криния
- Crinia remota (Tyler & Parker, 1974) — Пискливая криния
- Crinia riparia Littlejohn & Martin, 1965 — Речная криния
- Crinia signifera Girard, 1853 — Западная криния
- Crinia sloanei Littlejohn, 1958 — Жёлтая криния
- Crinia subinsignifera Littlejohn, 1957 — Южная криния
- Crinia tasmaniensis (Günther, 1864) — Тасманийская криния
- Crinia tinnula Straughan & Main, 1966 — Криния-колокольчик